# Mammillaria mammillaris
Mammillaria mammillaris (укр. Мамілярія сосочкова, Мамілярія маміляріс) — сукулентна рослина з роду мамілярія (Mammillaria) родини кактусових (Cactaceae).

## Історія

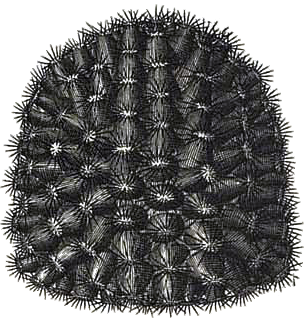
Ілюстрація Mammillaria mammillaris з видання Леонарда Плукнета «Phytographia» 1691 року

Це перший представник роду Mammillaria, описаний Карлом Ліннеєм у 1753 році як Cactus mammillaris (від грец. Κακτος — один з видів реп'яху і лат. mamma — сосок) — типовий вид введеного Ліннеєм роду Кактус (Cactus). Незабаром ліннеєвська родова назва Cactus була відкинута, бо вона включала дуже багато видів, не пов'язаних один з одним. У 1812 році Адріан Гаворт описав рід Mammillaria на основі типового виду Mammillaria simplex, що пізніше був визнаний синонімом виду Mammillaria mammillaris, назва якого утворилася від родової назви Mammillaria, введеної Гавортом, що є типовим родом триби Cacteae підродини Cactoideae родини Cactaceae і видової назви mammillaris, введеної Ліннеєм.

## Ареал і екологія
Ареал виду охоплює Нідерландські Антильські острови, Малі Антильські острови, Тринідад і Тобаго та Венесуелу. Країни: Антигуа і Барбуда; Аруба; Бонайре, Сінт-Естатіус і Саба; Кюрасао; Домініка; Гренада; Гваделупа; Мартиніка; Монтсеррат; Сент-Кітс і Невіс; Сент-Люсія; Сен-Мартен (Франція); Сент-Вінсент і Гренадини; Сінт-Мартен; Тринідад і Тобаго; Венесуела.
Вид росте на висоті до 1 500 метрів над рівнем моря. Мешкає на галявинах серед колючих чагарників і колючих лісів та на морських скелястих островах.

## Морфологічний опис
Рослини одиночні або формують групи.
| Орган              | Опис |
| Коріння            | |
| Стебло             | кулясте до коротко-циліндричного, до 20 см в діаметрі.                                                  |
| Епідерміс          | від світло-до темно-зеленого відтінку, блискучий.                                                       |
| Маміли             | конічні, з молочним соком.                                                                              |
| Ареоли             | |
| Аксили             | з невеликою кількістю пуху.                                                                             |
| Центральні колючки | 3-5, червонувато-коричневі з темними кінцями, пізніше стають сірими, завдовжки 7-8 мм, зверху найдовші. |
| Радіальні колючки  | 10-16, червонувато-коричневі, з віком сіріють, завдовжки 5-8 мм.                                        |
| Квіти              | воронкоподібні, кремово-білі, завдовжки 10-12 мм.                                                       |
| Бутони             | |
| Зовнішні пелюстки  | |
| Внутрішні пелюстки | |
| Тичинки            | |
| Маточка            | |
| Плоди              | булавоподібні, червоні, завдовжки 10-20 мм.                                                             |
| Насіння            | маленьке, коричневе, нерівне.                                                                           |

## Використання
Рослини цього виду, зібрані з дикої природи, використовуються як декоративні.

## Чисельність, охоронний статус та заходи по збереженню

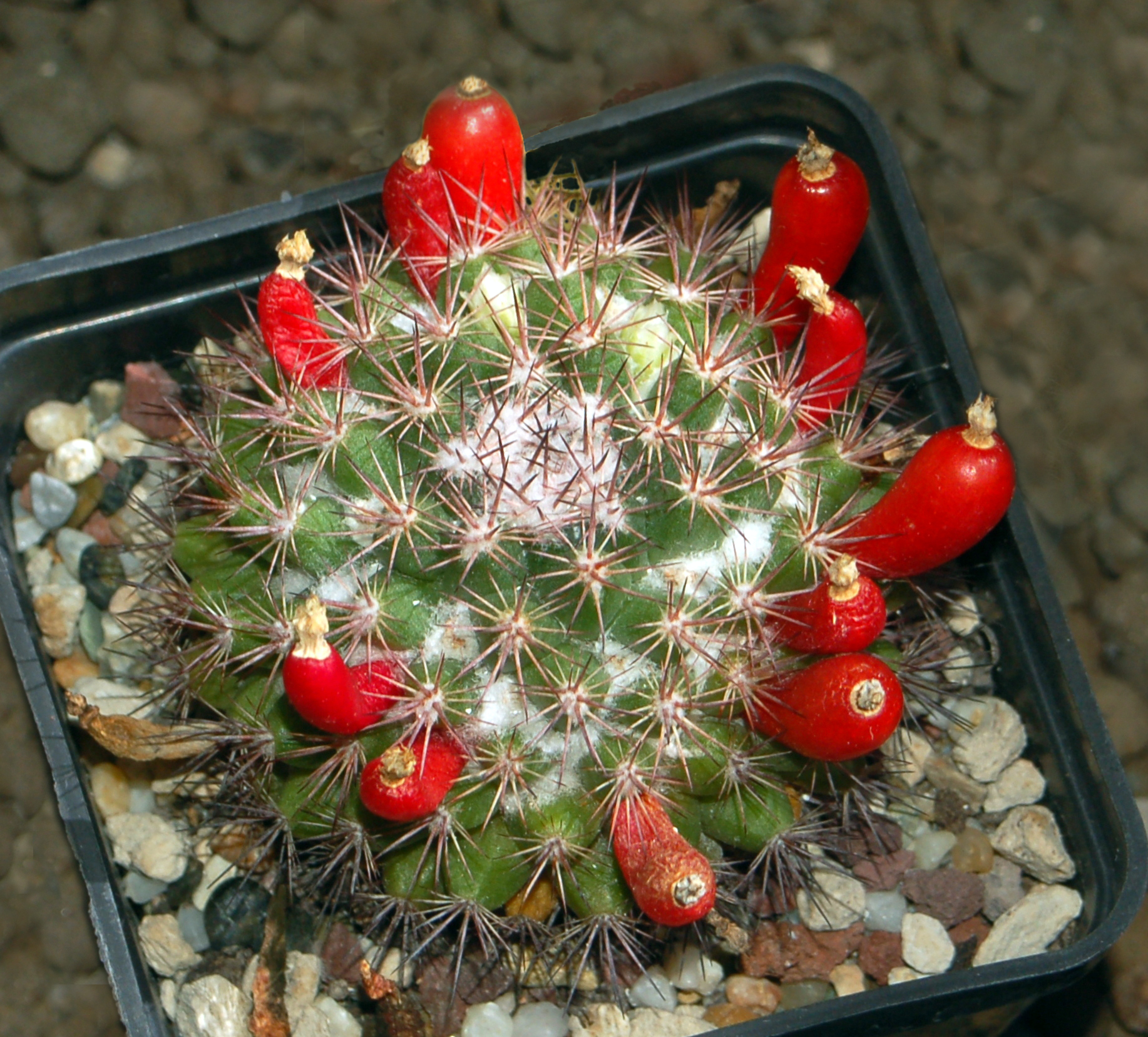
Mammillaria mammillaris з ягодами в культурі

Mammillaria mammillaris входить до Червоного списку Міжнародного союзу охорони природи видів, з найменшим ризиком (LC).
Вид має широкий ареал і чисельні популяції у Венесуелі.
Частина його ареалу перетворюється на сільськогосподарські угіддя. Невідомо, чи впливає на стан популяції збір рослин з дикої природи, тому що цей вид є досить поширеним. 
Декілька субпопуляцій розташовані в межах національного парку «Черро-Сарош» (ісп. Parque Nacional Cerro Saroche), Венесуела.
Охороняється Конвенцією про міжнародну торгівлю видами дикої фауни і флори, що перебувають під загрозою зникнення (CITES).